# Nebezpečná rychlost (film, 1994)
Nebezpečná rychlost (v anglickém originále Speed) je americký akční filmový thriller z roku 1994, který režíroval Jan de Bont. Scénář je dílem Grahama Yosta, jako poradce se na něm podílel i Joss Whedon, který napsal většinu dialogů.
Do kin byl uveden 10. června 1994, v Česku byl promítán od 1. září 1994. Díky komerčnímu úspěchu (jedná se o nejúspěšnější akční film roku 1994, celosvětové tržby dosáhly částky 350 milionů dolarů) byl v roce 1997 natočen sequel Nebezpečná rychlost 2: Zásah.
V roce 1995 získal film Nebezpečná rychlost dva Oscary: za zvuk a za střih zvukových efektů. Kromě toho byl ještě nominován v kategorii Nejlepší střih.

## Děj
Policista Jack Traven už jednou překazil bombový útok v mrakodrapu, kterým se snažil realizovat vyděrač Howard Payne. Ten se tedy rozhodne získat peníze jiným způsobem a nainstaluje bombu do autobusu. Jacka předem stačí informovat, na kterém autobusu se bomba nachází a pokud autobus zpomalí pod 50 mil/h (cca 80 km/h), bomba exploduje a zabije všechny cestující. Jackovi nezbývá nic jiného, než se do autobusu dostat, ovládnout situaci a překazit tak Howardův další plán.

## Obsazení
| Keanu Reeves      | Jack Traven     |
| Dennis Hopper     | Howard Payne    |
| Sandra Bullock    | Annie Porterová |
| Joe Morton        | „Mac“ McMahon   |
| Jeff Daniels      | Harry Temple    |
| Alan Ruck         | Stephens        |
| Glenn Plummer     | majitel Jaguáru |
| Richard Lineback  | Norwood         |
| Beth Grant        | Helen           |
| Hawthorne James   | Sam             |
| Carlos Carrasco   | Ortiz           |
| David Kriegel     | Terry           |
| Natsuko Ohama     | paní Kaminová   |
| Daniel Villarreal | Ray             |